# Туманность Ориона

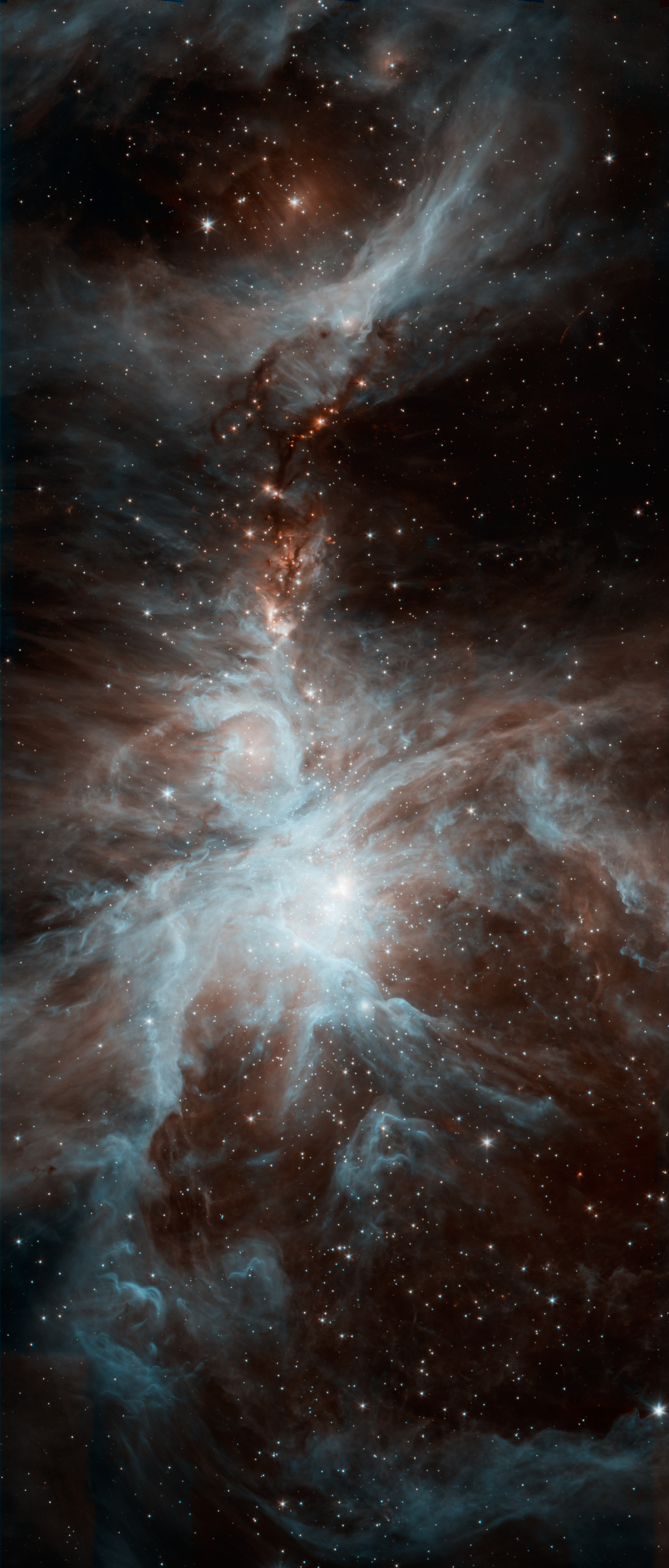
Фото телескопа Спитцер

Тума́нность Орио́на (M 42, NGC 1976, Sh-2 281, Большая туманность Ориона) — эмиссионная и отражательная туманность, а также область звездообразования в созвездии Ориона. Имеет видимый блеск около 4m, что делает её не только видимой невооружённым глазом, но и самой яркой диффузной туманностью и одним из самых ярких объектов глубокого космоса. Туманность открыл Никола-Клод Фабри де Пейреск в 1610 году.
Благодаря своей яркости, Туманность Ориона популярна в любительской астрономии. Её угловой диаметр — более 1°, видимая площадь на небе более чем в 4 раза превышает площадь Луны. Туманность подсвечивается яркими звёздами Трапеции Ориона — молодого рассеянного звёздного скопления, расположенного внутри туманности.

## Характеристики

### Расположение
Туманность Ориона удалена от Земли, по разным оценкам, на 1300—1600 световых лет и на небе находится в созвездии Ориона. Её угловые размеры — около 65′ × 60′,  линейный диаметр туманности составляет от 23 до 30 световых лет. Сама туманность — часть более крупной структуры: Облака Ориона, которое протянулось на всё созвездие. Такие объекты, как Петля Барнарда, Туманность Конская Голова, Туманность де Мерана, M 78 и другие — все являются частью Облака Ориона.

### Физические характеристики

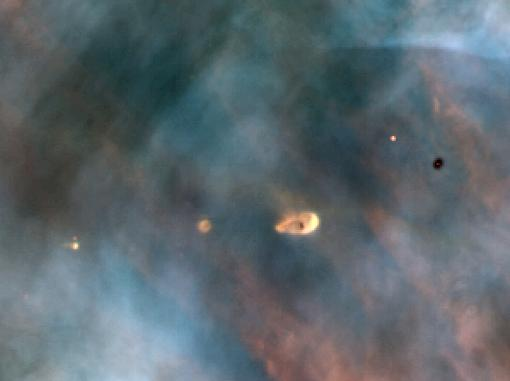
Протопланетный диск в туманности Ориона

Туманность Ориона — комплекс облаков газа и пыли общей массой около 10 000 M⊙, где происходит активное звездообразование. Видимая звёздная величина туманности — 4m, что делает её видимой невооружённым глазом, ярчайшей диффузной туманностью и одним из самых ярких объектов глубокого космоса. В туманности содержится очень молодое рассеянное звёздное скопление — Трапеция Ориона, самые яркие звёзды которого подсвечивают туманность и ионизуют её вещество. Благодаря этому она видна в оптическом диапазоне как эмиссионная и отражательная туманность и частично как область H II, а температура в некоторых её областях достигает 10 000 K. В туманности, кроме водорода и гелия, содержатся и более тяжёлые элементы, причём относительно водорода и гелия их содержание в среднем составляет около 70 % от солнечного. В общей сложности в туманности обнаружено около 3000 звёзд, а по оценкам, их количество может доходить до 10 000. Как минимум у 150 из них имеются протопланетные диски.
Предположительно, Туманность Ориона около 400 тысяч лет назад потеряла около 2/3 своей начальной массы из-за давления излучения звёзд и звёздного ветра. В будущем звездообразование в туманности завершится, пыль и газ рассеются, а сама она станет рассеянным звёздным скоплением, по параметрам похожим на Плеяды.

#### Трапеция Ориона

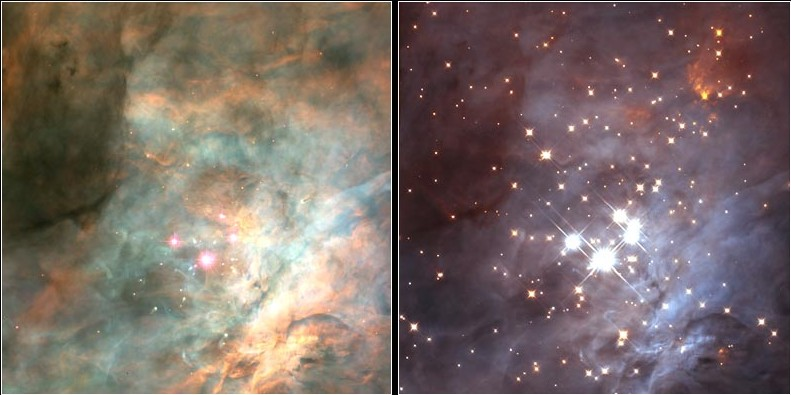
Трапеция Ориона в видимом диапазоне (слева) и в инфракрасных лучах (справа)

Трапеция Ориона — рассеянное звёздное скопление, находящееся в туманности, очень молодое и имеет возраст менее 3 миллионов лет. Оно содержит более 1000 звёзд, общая масса которых — 1800 M⊙, а масса всего вещества в скоплении, предположительно, составляет 4500 M⊙, и если хотя бы 20 % оставшейся пыли и газа сформирует звёзды, скопление будет гравитационно связанным. В скоплении наблюдается сегрегация масс, что для такого молодого скопления можно объяснить тем, что более массивные звёзды формировались в основном в более плотном центре скопления. Вероятно, в центре скопления также находится чёрная дыра массой не менее 100 M⊙.
Наиболее яркие звёзды скопления — Тета¹ Ориона A, B, C и D, приблизительно образующие трапецию, дали название этому скоплению. Среди звёзд скопления наиболее горячей и яркой является двойная θ¹ Ориона C. Её температура — 36000 K, видимая звёздная величина — 5,13m, спектральный класс — O6 и она является одной из ближайших к Земле звёзд класса O. Кроме того, она вносит наибольший вклад в ионизацию вещества туманности: следующая по этому показателю звезда, θ² Ориона A, излучает в 3—4 раза меньше ионизующего излучения, при этом она не принадлежит самому скоплению.

## История изучения

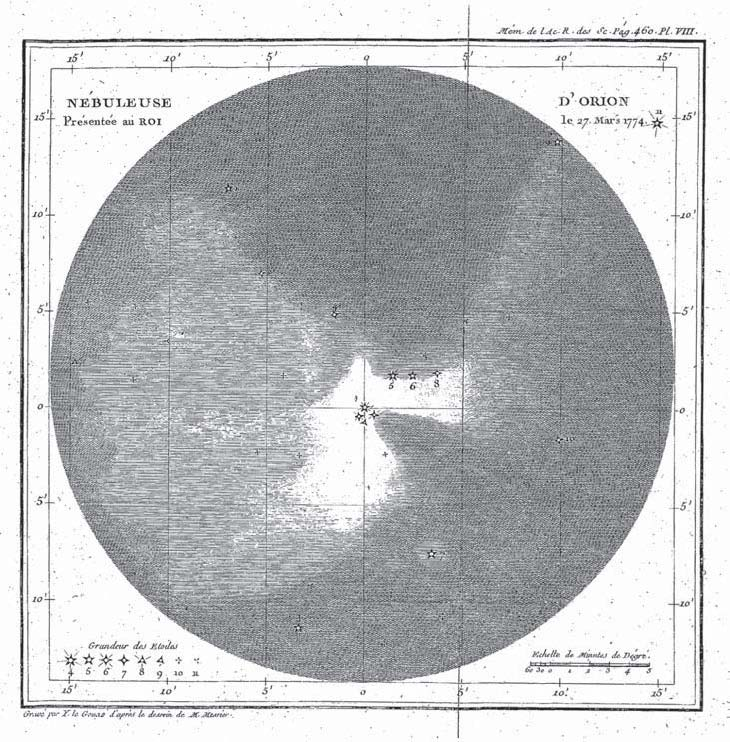
Зарисовка Туманности Ориона, сделанная Мессье в 1771 году

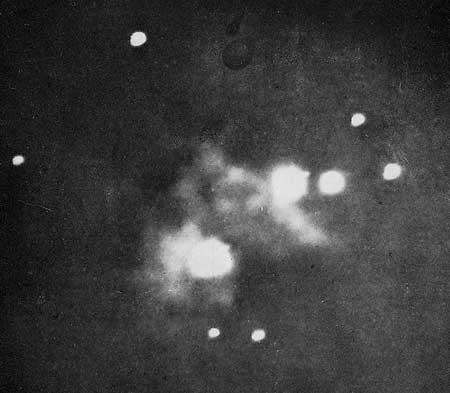
Первая в истории фотография туманности, сделанная Генри Дрейпером в 1880 году

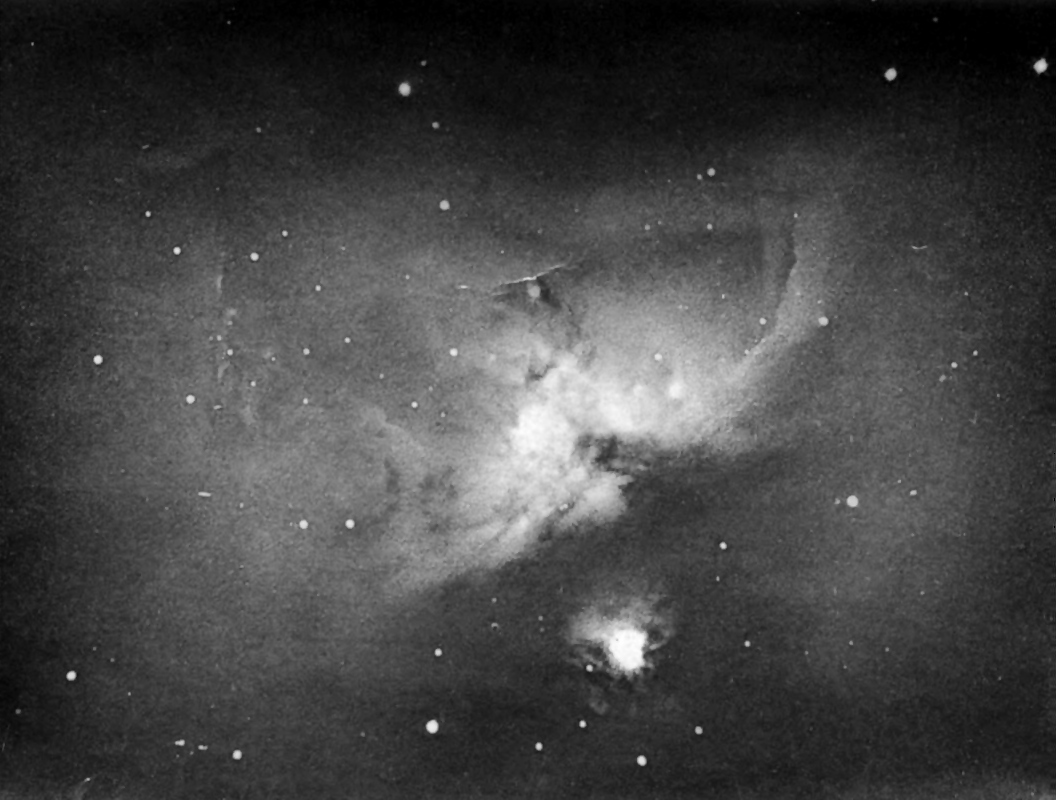
Фотография Туманности Ориона, сделанная Эндрю Коммоном в 1883 году.

Предположительно, Туманность Ориона была известна цивилизации майя: в их мифах есть упоминания «облака дыма» в середине равностороннего треугольника, образованного Ригелем, Саифом и Альнитаком, где действительно находится Туманность Ориона. Тем не менее, достоверной информации о наблюдениях туманности до XVII века не имеется. С другой стороны, астрономы часто принимали Трапецию Ориона за одну звезду 5-й величины: эта «звезда» появлялась в каталогах, например, Клавдия Птолемея в 130 году нашей эры, Тихо Браге в конце XVI века и Иоганна Байера в 1603 году, в котором та получила обозначение Тета Ориона.
Впервые Туманность Ориона обнаружил Никола-Клод Фабри де Пейреск в 1610 году, но он не опубликовал своё открытие, и лишь в 1916 году выяснилось, что именно он стал первооткрывателем туманности. До этого первооткрывателем считался Иоганн Баптист Цизат, открывший туманность независимо от Пейреска в 1611 году. В 1610 и в 1617 годах область туманности наблюдал Галилео Галилей, но оба раза он не заметил туманности, зато в 1617 году впервые обнаружил, что Тета Ориона — не одна звезда, а тройная. После этого и туманность, и множественность Теты Ориона независимо открывали и другие учёные, например, Джованни Баттиста Годиерна, который оставил первую известную зарисовку туманности. Не позже 1731 года Жан-Жак де Меран открыл более тусклую часть туманности, отделённую на небе полосой пыли от основной области — Туманность де Мерана.
В 1769 году Туманность Ориона наблюдал Шарль Мессье. Он занимался поиском комет и составлял каталог объектов, которые можно было бы с ними спутать, и в 1771 году опубликовал первую редакцию своего каталога, в котором Туманность Ориона получила обозначение M 42, а Туманность де Мерана — M 43. Эти два объекта достаточно яркие и их трудно спутать с кометами, поэтому, предположительно, Мессье добавил их, а также Ясли и Плеяды, в каталог для того, чтобы в нём оказалось больше объектов, чем в каталоге Лакайля, содержавшего 42 объекта.
Туманность Ориона неоднократно наблюдал Уильям Гершель, и в 1789 году он выдвинул гипотезу, что она состоит из «материала для будущих солнц». Хотя гипотеза не могла быть подтверждена в то время, она оказалась правдивой.
В 1845 году Уильям Парсонс сделал заявление о том, что якобы разрешил на отдельные звёзды туманность Ориона. Однако в 1865 году Уильям Хаггинс с помощью спектроскопических наблюдений сделал вывод, что туманность состоит из светящегося газа. В 1880 году Генри Дрейпер впервые сделал фотографию Туманности Ориона, которая стала первой фотографией туманности в истории.
В 1931 году Роберт Джулиус Трюмплер впервые назвал Трапецию Ориона «трапецией». Он оценил расстояние до неё в 1800 световых лет. Эта оценка была в три раза больше, чем принятая до этого, но она оказалась ближе к действительности.
В 1993 году телескоп «Хаббл» впервые наблюдал туманность, и в дальнейшем регулярно проводил её наблюдения. По результатам первых наблюдений были обнаружены протопланетные диски звёзд туманности. В 2006 году с помощью того же телескопа было сделано наиболее детализованное изображение туманности, на которое попало более 3000 звёзд, включая коричневые карлики. В том же году была обнаружена двойная система коричневых карликов 2MASS J05352184–0546085, у которой впервые напрямую были измерены массы компонент: 0,054 и 0,034 M⊙. Неожиданным стало то, что более тяжёлый компонент оказался тусклее, чем более лёгкий.
В 2022 году получены первые изображения туманности, снятые с помощью космического телескопа «Джеймс Уэбб». Поскольку телескоп работает в основном в инфракрасном спектре, пыль в туманности не затрудняет его наблюдения. Эти снимки могут помочь в изучении процесса формирования звёзд, и в частности, в изучении того, как массивные звезды влияют на газопылевое облако, в котором возникают.

## Список объектов

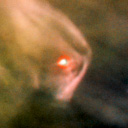
Proplyd 106-417. Фото телескопа Хаббл

2MASS J05352184–0546085
Proplyd 133-353
Proplyd 061-401
Proplyd 106-417
Proplyd 109-246
Proplyd 109-327
Proplyd 110-3035
Proplyd 154-240
Proplyd 142-301
Proplyd 141-520
Proplyd 206-446
Proplyd 170-249
Proplyd 177-541
Proplyd 177-341E
Proplyd 171-340
Proplyd 202-228
Proplyd 124-132
Proplyd 159-338
Proplyd 205-421
Proplyd 181-825
Proplyd 198-222
Proplyd 131-247
Proplyd 180-331
Proplyd 231-838
Proplyd 090-326
Proplyd 321-602
Proplyd 132-1832
Proplyd 203-506
Proplyd 473-245
Proplyd 347-1535
Proplyd 294-606
Proplyd 165-254
Тета1 Ориона A
Тета1 Ориона B
Тета1 Ориона C
Тета1 Ориона D
LT Ориона
MS Ориона
NQ Ориона
AM Ориона
TU Ориона
AK Ориона
HR 1893

## Наблюдения

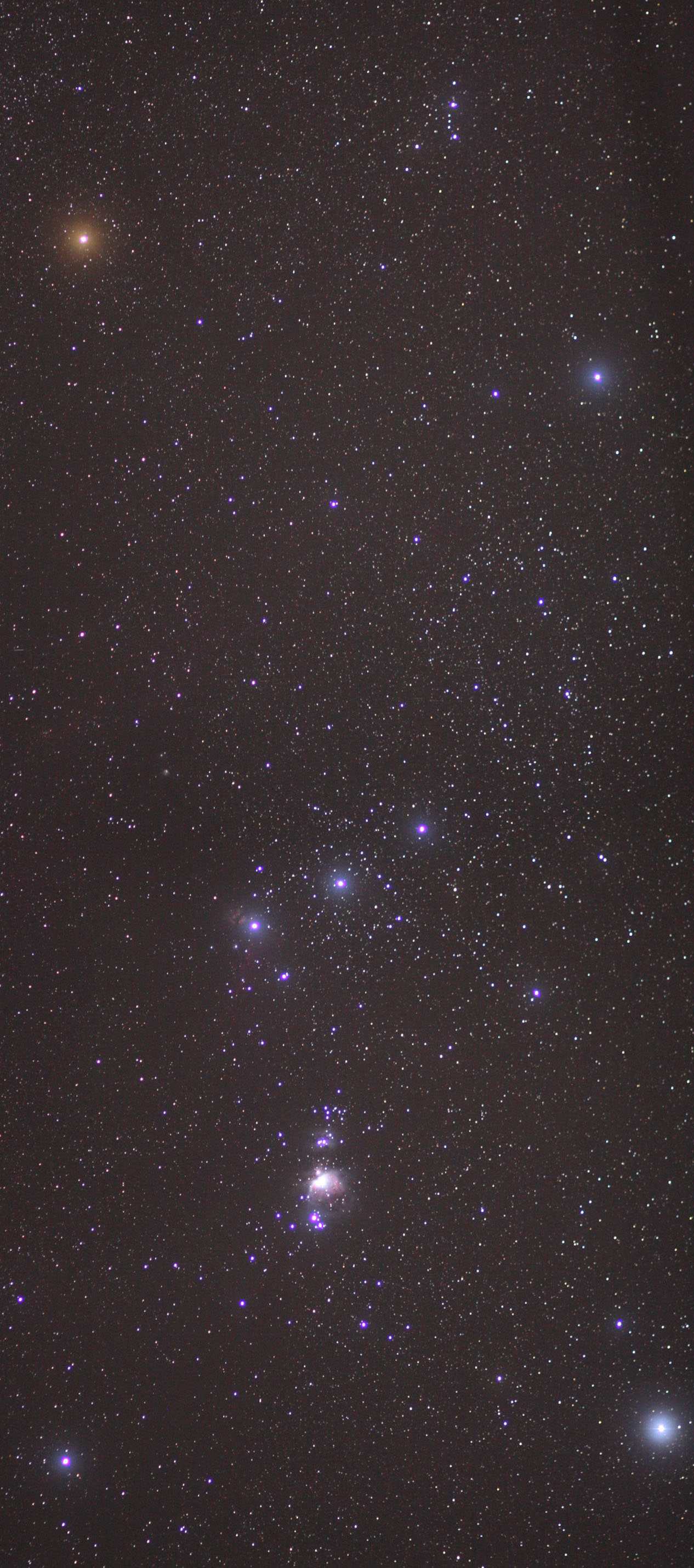
Созвездие Ориона и Туманность Ориона в нижней его части

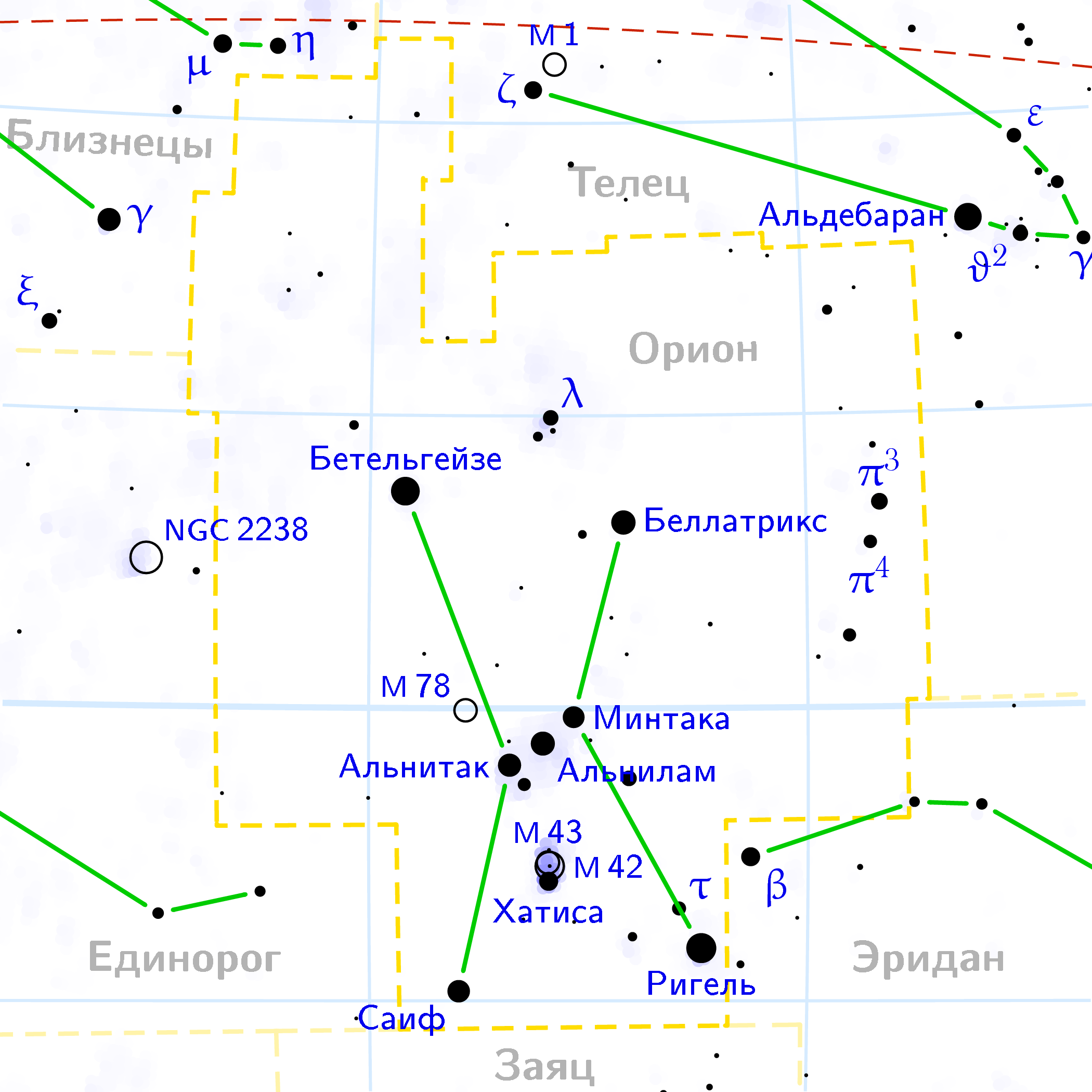
M 42 в созвездии Ориона на карте звёздного неба

Туманность Ориона входит в число наиболее известных туманностей и популярна для наблюдения в любительской астрономии. Она видна даже невооружённым глазом: её звёздная величина — около 4m. Туманность можно наблюдать практически из любой точки Земли, так как она находится близко к небесному экватору. Она расположена в области астеризма Меч Ориона, который, в свою очередь, находится между поясом Ориона и двумя звёздами: Саиф и Ригель. Лучшее время для наблюдений — январь.
Поверхностная яркость в области Трапеции превышает 15m на квадратный градус, в остальных частях доходит до 17m. Для сравнения, поверхностная яркость ночного неба при отсутствии светового загрязнения составляет 21,6m на квадратный градус.
Невооружённым глазом при хорошем зрении и при достаточно тёмном небе можно заметить, что этот объект выглядит не как звезда, а как туманное пятно, а при наблюдении даже в небольшой бинокль это становится очевидным. Использование даже небольшого 6-сантиметрового телескопа позволяет различить детали туманности, в частности, четыре звезды Трапеции Ориона, а также заметить Туманность де Мерана. При использовании более крупных телескопов становится видно больше звёзд в Трапеции, а также становится различимым цвет туманности.
При визуальных наблюдениях в небольшие телескопы туманность кажется зеленовато-синей, но в её спектре присутствуют различные цвета. Синий и фиолетовый цвета — отражённый свет ярких горячих звёзд, зелёный — эмиссионные линии дважды ионизованных атомов кислорода, красный — излучение атомов водорода в линии Hα. Так как источники излучения разных цветов различаются, то цвета различаются и у частей туманности. Причина, по которой излучается зелёный свет, долгое время была неясна, и для объяснения этого явления вводился гипотетический элемент — небулий. С развитием атомной физики выяснилось, что такие линии являются запрещёнными линиями кислорода.

### Соседние объекты глубокого космоса
Туманность Ориона является частью Облака Ориона, поэтому её окружение богато примечательными объектами глубокого космоса.
- Туманность де Мерана — туманность, расположенная рядом с Туманностью Ориона, отделена от неё лишь полосой пыли; иногда считается её частью[10].
- M 78 (NGC 2064, NGC 2067, NGC 2071) — группа отражательных туманностей.
- Конская Голова — тёмная туманность на фоне светящегося газа.
- Туманность Пламя — эмиссионная туманность.
- Голова Ведьмы — остаток сверхновой, подсвеченный звездой Ригель.
- NGC 2174 — эмиссионная туманность.
- NGC 1973, NGC 1975, NGC 1977 — группа отражательных туманностей.
- Петля Барнарда — остаток серии взрывов сверхновых.
- LDN 1622 — тёмная туманность, в отличие от вышеописанных объектов, не принадлежащая Облаку Ориона.